# كورو (كينيا)
كورو  هي مركز بلدةٌ صغيرةٌ في منطقة كيزيمو في كينيا. تُشكل دائرة موهوروني ومجلس مدينة موهوروني. تقع على ارتفاع 1540 مترًا فوق مستوى سطح البحر.

## المواصلات
يخدم مركز المدينة محطة على خط فرعي حديث البناء من شبكة السكك الحديدية الوطنية. وحُدِّث هذا الخط الفرعي في عام 2009. تقع كورو بين محطتي موهوروني وفورت تيرنان.

## علم الحفريات
عُثر على أول بقايا أحفورية للبروكونسول، وهو نوعٌ من الرئيسيات، في كورو عام 1909 بواسطة منقب عن الذهب.